# Норвегія на зимових Олімпійських іграх 1976
Норвегія на зимових Олімпійських іграх 1976 року, які проходили в австрійському місті Іннсбрук, була представлена 42 спортсменами (35 чоловіками та 7 жінками) у 7 видах спорту. Прапороносцем на церемоніях відкриття та закриття Олімпійських ігор був лижник Пол Тюлдум.
Норвезькі спортсмени вибороли 7 медалей, з них 3 золотих, 3 срібних та 1 бронзову. Олімпійська збірна Норвегії зайняла 4 загальнокомандне місце.

## Медалісти
| Медаль | Призери                                            | Вид спорту          | Дисципліна                    |
| ------ | -------------------------------------------------- | ------------------- | ----------------------------- |
| Золото | Івар Формо                                         | Лижні гонки         | 50 км (чоловіки)              |
| Золото | Ян Егіл Сторгольт                                  | Ковзанярський спорт | 1500 м (чоловіки)             |
| Золото | Стен Стенсен                                       | Ковзанярський спорт | 5000 м (чоловіки)             |
| Срібло | Пол Тюлдум Ейнар Сагстуен Івар Формо Одд Мартінсен | Лижні гонки         | 4 × 10 км естафета (чоловіки) |
| Срібло | Йорн Дідріксен                                     | Ковзанярський спорт | 1000 м (чоловіки)             |
| Срібло | Стен Стенсен                                       | Ковзанярський спорт | 10,000 м (чоловіки)           |
| Бронза | Лізбет Корсмо                                      | Ковзанярський спорт | 3000 м (жінки)                |

## Біатлон
Чоловіки
| Дисципліна | Спортсмен        | Час        | Пенальті | Підсумковий час | Місце |
| ---------- | ---------------- | ---------- | -------- | --------------- | ----- |
| 20 км      | Свейн Енген      | 1'14:27.24 | 7        | 1'21:27.24      | 20    |
| 20 км      | К'єль Говда      | 1'16:24.45 | 5        | 1'21:24.45      | 18    |
| 20 км      | Тор Свендсбергет | 1'15:10.13 | 3        | 1'18:10.13      | 9     |

Чоловіки, 4 x 7.5 км естафета
| Спортсмени                                             | Дистанція | Дистанція  | Дистанція |
| Спортсмени                                             | Промахи   | Час        | Місце     |
| ------------------------------------------------------ | --------- | ---------- | --------- |
| К'єль Говда Тер'є Ганссен Свейн Енген Тор Свендсбергет | 6         | 2'05:10.28 | 5         |

## Гірськолижний спорт
Чоловіки
| Спортсмен  | Дисципліна         | Дистанція 1 | Дистанція 1 | Дистанція 2 | Дистанція 2 | Разом   | Разом |
| Спортсмен  | Дисципліна         | Час         | Місце       | Час         | Місце       | Час     | Місце |
| ---------- | ------------------ | ----------- | ----------- | ----------- | ----------- | ------- | ----- |
| Ерік Гокер | швидкісний спуск   |             |             |             |             | 1:49.19 | 25    |
| Ерік Гокер | гігантський слалом | DNF         | –           | –           | –           | DNF     | –     |
| Одд Сорлі  | гігантський слалом | DNF         | –           | –           | –           | DNF     | –     |
| Одд Сорлі  | слалом             | DNF         | –           | –           | –           | DNF     | –     |
| Ерік Гокер | слалом             | 1:06.77     | 30          | 1:11.09     | 29          | 2:17.86 | 26    |

Жінки
| Спортсмен        | Дисципліна         | Дистанція 1 | Дистанція 1 | Дистанція 2 | Дистанція 2 | Разом   | Разом |
| Спортсмен        | Дисципліна         | Час         | Місце       | Час         | Місце       | Час     | Місце |
| ---------------- | ------------------ | ----------- | ----------- | ----------- | ----------- | ------- | ----- |
| Торіль Ф'єлдстад | швидкісний спуск   |             |             |             |             | 1:52.99 | 27    |
| Торіль Ф'єлдстад | гігантський слалом |             |             |             |             | 1:36.00 | 31    |
| Торіль Ф'єлдстад | слалом             | 50.11       | 19          | DNF         | –           | DNF     | –     |

## Ковзанярський спорт
Чоловіки
| Дисципліна | Спортсмен             | Дистанція  | Дистанція |
| Дисципліна | Спортсмен             | Час        | Місце     |
| ---------- | --------------------- | ---------- | --------- |
| 500 м      | Ян Егіл Сторгольт     | 1:18.00    | 28        |
| 500 м      | Кай Арне Стенсг'єммет | 40.94      | 21        |
| 500 м      | Арнульф Сунде         | 39.78      | 6         |
| 1000 м     | Кай Арне Стенсг'єммет | 1:24.71    | 22        |
| 1000 м     | Тер'є Андерсен        | 1:22.92    | 16        |
| 1000 м     | Йорн Дідріксен        | 1:20.45    | 2         |
| 1500 м     | Тер'є Андерсен        | 2:04.65    | 15        |
| 1500 м     | Кай Арне Стенсг'єммет | 2:03.75    | 11        |
| 1500 м     | Ян Егіл Сторгольт     | 1:59.38 OR | 1         |
| 5000 м     | Амунд Сйобренд        | 7:48.28    | 13        |
| 5000 м     | Ян Егіл Сторгольт     | 7:40.60    | 9         |
| 5000 м     | Стен Стенсен          | 7:24.48    | 1         |
| 10,000 м   | Ян Егіл Сторгольт     | 16:06.37   | 14        |
| 10,000 м   | Amund Sjøbrend        | 15:43.29   | 10        |
| 10,000 м   | Стен Стенсен          | 14:53.30   | 2         |

Жінки
| Дисципліна | Спортсмен               | Дистанція | Дистанція |
| Дисципліна | Спортсмен               | Час       | Місце     |
| ---------- | ----------------------- | --------- | --------- |
| 500 м      | Сігрід Сундбі-Дюбендаль | 45.00     | 16        |
| 1000 м     | Сігрід Сундбі-Дюбендаль | 1:33.05   | 18        |
| 1500 м     | Сігрід Сундбі-Дюбендаль | 2:21.85   | 11        |
| 1500 м     | Лізбет Корсмо-Берг      | 2:18.99   | 4         |
| 3000 м     | Лізбет Корсмо-Берг      | 4:45.24   | 3         |

## Лижне двоборство
Дисципліни:
- нормальний трамплін
- лижні гонки, 15 км

| Спортсмен             | Дисципліна    | Стрибки з трампліна | Стрибки з трампліна | Стрибки з трампліна | Стрибки з трампліна | Лижні гонки | Лижні гонки | Лижні гонки | Разом  | Разом |
| Спортсмен             | Дисципліна    | Відстань 1          | Відстань 2          | Бали                | Місце               | Час         | Бали        | Місце       | Бали   | Місце |
| --------------------- | ------------- | ------------------- | ------------------- | ------------------- | ------------------- | ----------- | ----------- | ----------- | ------ | ----- |
| Стейн Ерік Гуллікстад | індивідуальні | 62.0                | 66.5                | 162.1               | 31                  | 49:04.07    | 210.62      | 2           | 372.72 | 22    |
| Том Сандберг          | індивідуальні | 70.0                | 74.5                | 195.7               | 17                  | 49:09.34    | 209.83      | 4           | 405.53 | 8     |
| Арне Бюстель          | індивідуальні | 66.5                | 69.0                | 166.5               | 30                  | 51:02.81    | 192.81      | 17          | 359.31 | 27    |
| Пол Сх'єтне           | індивідуальні | 76.0                | 76.0                | 204.4               | 7                   | 50:26.97    | 198.19      | 12          | 402.59 | 9     |

## Лижні гонки
Чоловіки
| Дисципліна | Спортсмен      | Дистанція  | Дистанція |
| Дисципліна | Спортсмен      | Час        | Місце     |
| ---------- | -------------- | ---------- | --------- |
| 15 км      | Магне Мюрмо    | 49:26.89   | 55        |
| 15 км      | Пол Тюлдум     | 46:50.57   | 20        |
| 15 км      | Одд Мартінсен  | 45:41.33   | 8         |
| 15 км      | Івар Формо     | 45:29.11   | 5         |
| 30 км      | Магне Мюрмо    | 1'35:33.34 | 23        |
| 30 км      | Оддвар Бро     | 1'34:59.57 | 19        |
| 30 км      | Івар Формо     | 1'33:01.68 | 11        |
| 30 км      | Одд Мартінсен  | 1'32:38.91 | 9         |
| 50 км      | Оддвар Бро     | DNF        | –         |
| 50 км      | Пол Тюлдум     | 2'42:21.86 | 7         |
| 50 км      | Пер Кнут Оланд | 2'41:18.06 | 6         |
| 50 км      | Івар Формо     | 2'37:30.05 | 1         |

Чоловіки, 4 × 10 км естафета
| Спортсмени                                         | Дистанція  | Дистанція |
| Спортсмени                                         | Час        | Місце     |
| -------------------------------------------------- | ---------- | --------- |
| Пол Тюлдум Ейнар Сагстуен Івар Формо Одд Мартінсен | 2'09:58.36 | 2         |

Жінки
| Дисципліна | Спортсмен        | Дистанція | Дистанція |
| Дисципліна | Спортсмен        | Час       | Місце     |
| ---------- | ---------------- | --------- | --------- |
| 5 км       | Беріт Йоганнесен | 17:04.25  | 20        |
| 5 км       | Маріт Мюрмель    | 17:02.21  | 18        |
| 5 км       | Беріт Аунлі      | 16:57.12  | 17        |
| 5 км       | Грете Куммен     | 16:35.43  | 8         |
| 10 км      | Маріт Мюрмель    | 32:47.21  | 24        |
| 10 км      | Беріт Йоганнесен | 32:46.76  | 23        |
| 10 км      | Беріт Аунлі      | 32:17.60  | 18        |
| 10 км      | Грете Куммен     | 32:02.59  | 15        |

Жінки, 4 × 5 км естафета
| Спортсмени                                              | Дистанція  | Дистанція |
| Спортсмени                                              | Час        | Місце     |
| ------------------------------------------------------- | ---------- | --------- |
| Беріт Аунлі Маріт Мюрмель Беріт Йоганнесен Грете Куммен | 1'11:09.08 | 5         |

## Санний спорт
Чоловіки-одинаки
| Спортсмен                | Спуск 1  | Спуск 1 | Спуск 2 | Спуск 2 | Спуск 3 | Спуск 3 | Спуск 4 | Спуск 4 | Разом    | Разом |
| Спортсмен                | Час      | Місце   | Час     | Місце   | Час     | Місце   | Час     | Місце   | Час      | Місце |
| ------------------------ | -------- | ------- | ------- | ------- | ------- | ------- | ------- | ------- | -------- | ----- |
| Бйорн Дюрдаль            | 1:04.969 | 39      | 54.185  | 22      | 53.911  | 22      | 53.979  | 19      | 3:47.044 | 36    |
| Християн Стром           | 55.125   | 25      | 54.603  | 24      | 54.347  | 24      | 54.717  | 24      | 3:38.792 | 22    |
| Мортен Нордейде Йогансен | 54.460   | 20      | 53.889  | 19      | 54.155  | 23      | 54.365  | 22      | 3:36.879 | 20    |

Чоловіки, двійки
| Спортсмени                 | Спуск 1 | Спуск 1 | Спуск 2 | Спуск 2 | Разом    | Разом |
| Спортсмени                 | Час     | Місце   | Час     | Місце   | Час      | Місце |
| -------------------------- | ------- | ------- | ------- | ------- | -------- | ----- |
| Асле Странд Гельге Свенсен | 44.097  | 14      | 44.357  | 14      | 1:28.454 | 13    |
| Мартін Оре Ейліф Недберг   | 44.744  | 15      | 44.534  | 15      | 1:29.278 | 15    |

## Стрибки з трампліна
| Спортсмен      | Дисципліна          | Стрибок 1 | Стрибок 1 | Стрибок 2 | Стрибок 2 | Разом | Разом |
| Спортсмен      | Дисципліна          | Відстань  | Бали      | Відстань  | Бали      | Бали  | Місце |
| -------------- | ------------------- | --------- | --------- | --------- | --------- | ----- | ----- |
| Пер Бергеруд   | нормальний трамплін | 72.5      | 100.3     | 74.0      | 103.7     | 204.0 | 43    |
| Одд Гаммернес  | нормальний трамплін | 74.5      | 103.5     | 75.0      | 104.8     | 208.3 | 33    |
| Фінн Галворсен | нормальний трамплін | 75.0      | 103.8     | 74.5      | 102.5     | 206.3 | 37    |
| Йоган Сетре    | нормальний трамплін | 78.0      | 112.6     | 76.0      | 109.9     | 222.5 | 18    |
| Одд Гаммернес  | високий трамплін    | 78.5      | 78.4      | 71.0      | 63.9      | 142.3 | 50    |
| Пер Бергеруд   | високий трамплін    | 84.0      | 89.6      | 84.0      | 90.1      | 179.7 | 26    |
| Фінн Галворсен | високий трамплін    | 85.0      | 90.0      | 83.0      | 83.2      | 173.2 | 35    |
| Йоган Сетре    | високий трамплін    | 88.0      | 99.2      | 85.0      | 96.0      | 195.2 | 13    |